# Acronicta caliginosa
Acronicta caliginosa är en fjärilsart som beskrevs av Schultz 1908. Acronicta caliginosa ingår i släktet Acronicta och familjen nattflyn. Inga underarter finns listade i Catalogue of Life.